# Brzóza
Brzóza [pronunciación en polaco: /ˈbʐuza/] es un pueblo en el distrito administrativo de Gmina Głowaczów, dentro del Distrito de Kozienice, Voivodato de Mazovia, en el centro-este de Polonia. Se encuentra aproximadamente 4 kilómetros al sudeste de Głowaczów, 16 kilómetros al oeste de Kozienice, y 73 kilómetros al sur de Varsovia.
El pueblo tiene una población de 1,100 habitantes.